# 岐阜県道229号牧田関ケ原線
岐阜県道229号牧田関ケ原線（ぎふけんどう229ごう まきだせきがはらせん）は、岐阜県大垣市上石津町牧田から同県不破郡関ケ原町に至る一般県道である。

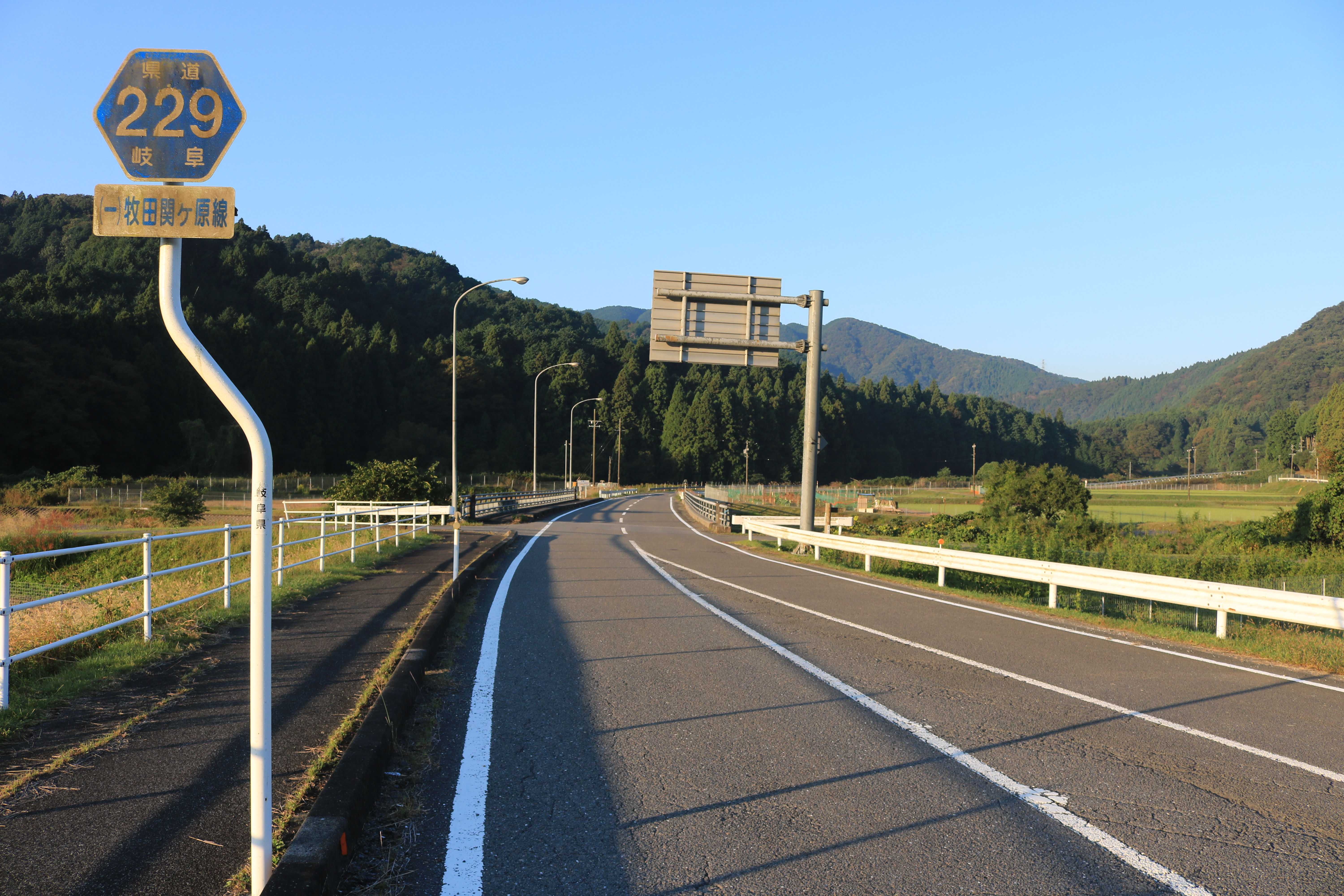
岐阜県道229号牧田関ケ原線、始点付近（国道365号への接続部、牧田一色交差点）、大垣市上石津町牧田にて

## 概要
岐阜県大垣市上石津町牧田の牧田一色交差点（国道365号交点）が起点。起点から概ね西へ今須川（木曽川水系牧田川支流）の谷に沿って進む。関ケ原町に入り、松尾山の南を通り、さらに今須川沿い北西に向かう。名神高速道路のガードをくぐったあたりから今須川の支流中狭川に沿って進む。国道21号にぶつかった所で左折し、国道21号から分かれた旧中山道を進む。このあたりは今須宿である。200mほどで旧中山道と分かれ、妙応寺の方向へ右折し、国道21号をくぐる。妙応寺の門前で左折し、さらに右折して、中狭川に沿って北西に進む。中狭川の上流部まで進むと東に方向を変える。閉園した関ヶ原メナードランド前を通り、不破郡関ケ原町玉の玉交差点（国道365号交点）が終点。2014年（平成26年）度から、今須・牧田工区の今須川右岸において全長0.7 km、総事業費4億7千万円のバイパス工事が行われている。

### 路線データ
岐阜県法規集に基づく起終点および経過地は次のとおり
- 始点：大垣市上石津町牧田（牧田一色交差点＝国道365号交点）
- 終点：不破郡関ケ原町玉（玉交差点＝国道365号交点）
- 総延長：約11.85km

## 地理

### 通過する自治体
- 岐阜県
大垣市 - 不破郡関ケ原町

### 交差する道路
- 国道365号（大垣市 牧田一色交差点）

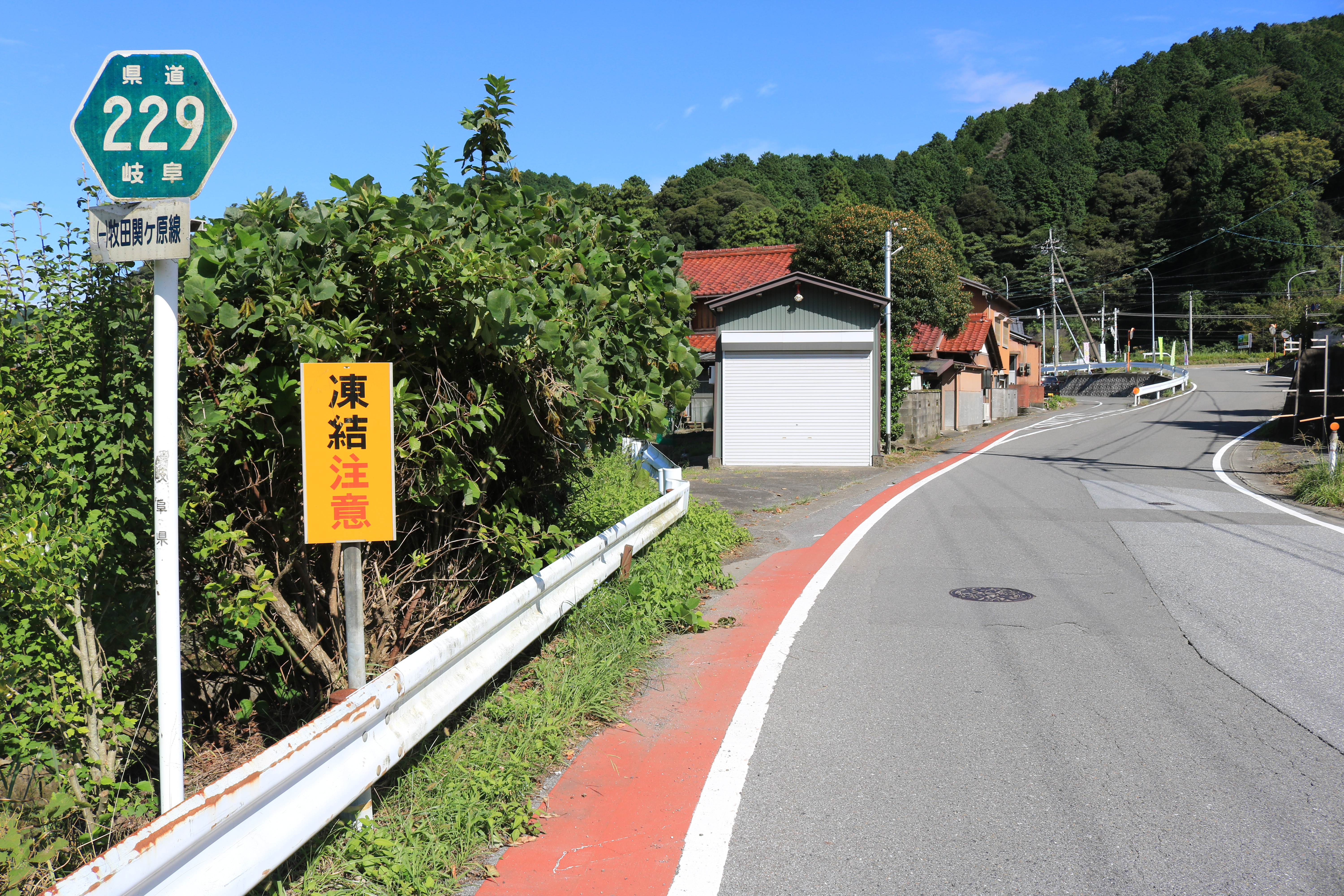
国道21号への接続部付近、不破郡関ケ原町今須

- 東海自然歩道 - 大垣市上石津町牧田などの一部区間が重複区間となっている[3]。
- 国道21号（不破郡関ケ原町今須）
- 国道365号（不破郡関ケ原町 玉交差点）

## 周辺
- 松尾山
- 今須宿
- 妙応寺
- 関ヶ原メナードランド（2001年閉園）
- エコミュージアム関ケ原